# Xã Pike, Quận Brown, Ohio
Xã Pike (tiếng Anh: Pike Township) là một xã thuộc quận Brown, tiểu bang Ohio, Hoa Kỳ. Năm 2010, dân số của xã này là 4.243 người.